# Peperomia gruendleri
Peperomia gruendleri är en pepparväxtart som beskrevs av C. Dc.. Peperomia gruendleri ingår i släktet peperomior, och familjen pepparväxter. Inga underarter finns listade i Catalogue of Life.